# 瓊沙級運輸船
瓊沙級運輸船（Qiongsha）是中國人民解放軍海軍研製的軍用補給船艦。原本作為替代加拉茨級運輸船之用，此級艦主要負責南海島礁駐軍的後勤補給任務。瓊沙級有三種主要衍生型：貨船型、救護運輸型與運兵船型。雖然其中兩艘已於2020年代初退役，且新一代的達容級運輸艦已服役，但現役瓊沙級艦艇仍然積極執行任務。該級所有艦型的總體設計師為潘惠泉與黃鐘福兩人。

## 貨船型
瓊沙級軍用貨船是以民用「瓊沙1號」貨船為基礎設計，用於執行相同的補給任務。與民用型最大差異在於軍用型配備有重機槍武裝，且軍用型艙間未細分等級，並兼具臨時醫療用途（特別是南運832與南運833兩艘）。這是基於以往駐軍生病後需長途返回海南治療的經驗所衍生的設計，軍用型設置簡易醫療設施提供途中初步治療，因此可搭載人數有所減少。軍用版的貨載能力與民用版相同：固體貨物200噸、淡水150噸。此級共6艘皆最初建成為貨船，部分後續改裝為其他型式。

## 救護運輸型
駐島任務經驗顯示貨船型的簡易醫療設施不足，亦無法照顧周邊漁民，因此有必要打造更具醫療能力的專門艦艇。南運832與南運833兩艘遂改裝為救護運輸船，最多可同時處理130名患者，且仍保有350噸貨載能力，武裝減為4門重機槍。
但由於船體設計原為貨船，在惡劣海象中穩定性不佳，無法進行外科手術等醫療作業。南運832因此改回貨船角色，目前僅剩「南康」號（南康，意即“南部健康”）仍以救護艦身分服役。此版本官方分類為「救護運輸艦」而非醫院船，因其能力受限於天候。但該型服役經驗為日後研製920型醫院船提供了寶貴經驗。

## 運兵船型
部分瓊沙級改裝為運兵船，仍保留350噸貨載能力，但移除原貨船所具備的簡易醫療設備，以騰出艙間供更多兵力搭載，乘員上限達400人。

## 艦名與編號
瓊沙級艦艇艦號由兩個漢字加三位數字組成，除救護艦外，第二個字皆為「運」（意即運輸），表明其貨船用途。第一個字代表所屬艦隊，如「南」為南海艦隊。目前所有艦艇皆屬南海艦隊。不過艦號可能因中國海軍艦名制度改革而有所變動。基本規格如下：
- 排水量：2150噸
- 長度：86公尺
- 寬度：13.4公尺
- 吃水：3.9公尺
- 續航力：2500海浬（@11節），最遠3000浬
- 自持力：12日
- 動力：3具東德製8NVD48A-2U型柴油引擎，合計3960匹馬力
- 武裝：14.5毫米重機槍8挺（救護型為4挺）

| 艦型   | 艦號                | 建造廠     | 下水     | 服役     | 狀態                         | 所屬艦隊 |
| ------ | ------------------- | ---------- | -------- | -------- | ---------------------------- | -------- |
| 瓊沙級 | 南運830             | 廣州造船廠 | 1980年代 | 1980年代 | 已退役                       | 南海艦隊 |
| 瓊沙級 | 南運831             | 廣州造船廠 | 1980年代 | 1980年代 | 已退役                       | 南海艦隊 |
| 瓊沙級 | 南運832             | 廣州造船廠 | 1980年代 | 1980年代 | 曾改為醫療船，現恢復貨運任務 | 南海艦隊 |
| 瓊沙級 | 南康號（原南運833） | 廣州造船廠 | 1980年代 | 1980年代 | 醫療船，仍在服役             | 南海艦隊 |
| 瓊沙級 | 南運834             | 廣州造船廠 | 1980年代 | 1980年代 | 現役                         | 南海艦隊 |
| 瓊沙級 | 南運835             | 廣州造船廠 | 1980年代 | 1980年代 | 現役                         | 南海艦隊 |